# Paul Gert von Beckerath

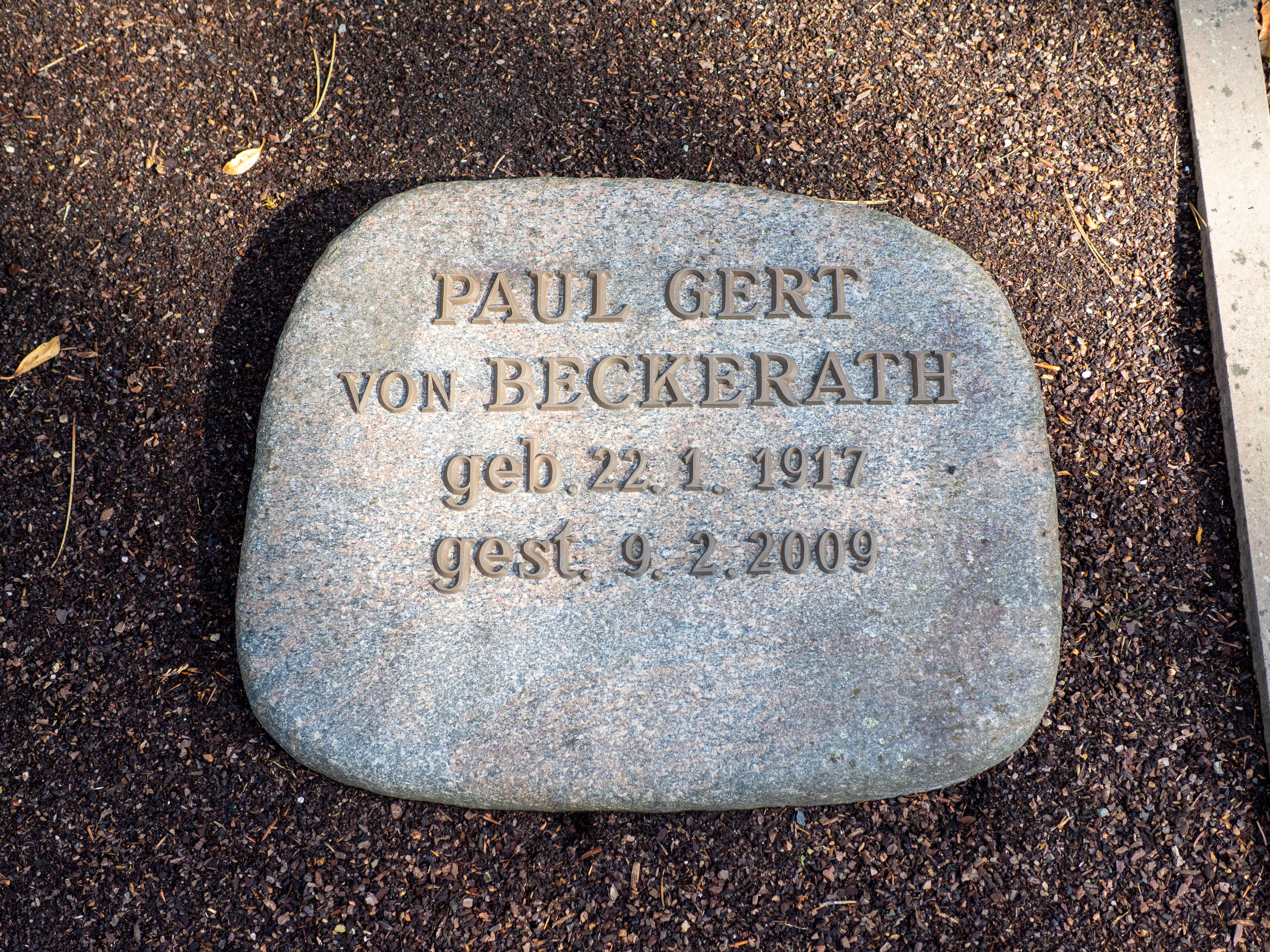
Grabstein Paul Gert von Beckerath (Hauptfriedhof (Krefeld))

Paul Gert von Beckerath (* 22. Januar 1917 in Krefeld; † 9. Februar 2009 in Brühl) war ein deutscher Volkswirt.

## Ausbildung, Arbeits- und Kriegsdienst
Als Sohn des Kaufmanns Helmut von Beckerath und seiner Ehefrau Frida Melsbach besuchte er ein Realgymnasium und begann 1935 eine Lehre als Bankkaufmann bei der Deutschen Bank. Danach leistete er ein Praktikum in der Textilindustrie ab. Er ging anschließend zum Reichsarbeitsdienst und musste als Soldat am Zweiten Weltkrieg teilnehmen.

## Studium, Promotion und KfW
Nach Kriegsende 1945 kam er sechs Monate in Gefangenschaft. Dann begann in Bonn ein Studium der Volkswirtschaft, das er 1948 als Diplom-Volkswirt beendete. An der Universität Bonn promovierte er im Jahre 1949 zum Dr. rer. pol. mit dem Thema Die Wandlung der Wirtschaftsordnung während der Jahre 1792/3 in Frankreich: Untersuchung auf der Grundlage der Dekrete des ersten französischen Nationalkonvents. Anschließend arbeitete er im Sekretariat bei Hermann Josef Abs in der Kreditanstalt für Wiederaufbau.

## Bayer AG
Ab dem Jahr 1951 arbeitete er bei der Bayer AG, um dort zuerst als Stellvertreter und später als Direktor die Abteilung Personal- und Sozialwesen zu leiten. In dieser Stellung nahm er auch an zahlreichen Aufgabenstellungen teil, die die Fragen der Berufsausbildung in der Chemischen Industrie betrafen. In der gleichen Weise wurde er auch im Vorstand des Arbeitgeberverbandes der chemischen Industrie tätig. Diese Arbeiten führten auch zu einer Lehrtätigkeit an der Ruhr-Universität Bochum für den Bereich Personalwesen in der Wirtschaft, an der er 1972 zum Honorarprofessor ernannt wurde.
Er setzte sich auch mit Führungsmethoden im angelsächsischen Raum auseinander. Schon 1949 weilte er zu einem Studienaufenthalt von drei Monaten in Großbritannien und reiste 1954 in die USA. Auch mit dem Harzburger Modell setzte er sich auseinander, welches er für eine Modeerscheinung von leitenden Vorstandsmitgliedern bei der Bayer AG hielt. Weiterhin setzte er sich in Fragen des Denkmalschutzes ein und gründete im Gedenken an seine Frau Ingeborg und seine Schwester Erica von Beckerath die Treuhandstiftung Schlosskapelle Türnich. In der Bayer AG widmete er sich auch Aufgaben der Kulturabteilung des Werkes und der Geschichte der Bayer AG. In der Reihe Monographien zur Geschichte des Personalwesens behandelte er geschichtliche Themen der Arbeitswelt bei der Bayer AG.
Im Jahre 1977 ging er in den Ruhestand.
Besonders engagierte er sich in vielen Institutionen sozialpolitischen Fragen und Aufgaben.

## Schriften
- Jugend in Betrieben der chemischen Industrie, Wiesbaden 1957
- Der Begriff der sozialen Verantwortung bei Friedrich Naumann mit Annrose Gröppler, Bonn 1962
- Organisation und Management: ausgewählte Aufsätze mit Chester Irving Barnard, Stuttgart 1969
- Handwörterbuch der Betriebspsychologie und Betriebssoziologie mit Peter Suaremann und Günther Wiswede, Stuttgart 1981
- 25 Jahre Friedlandhilfe e.V.: Deutsche helfen Deutschen, Friedland 1982
- Der Bildungsbeauftragte in Organisationen der pluralen Gesellschaft, Vortrag, gehalten am 31. August 1983 auf der Jahrestagung des Bildungswerks des Nordrhein-Westfälischen Wirtschaft e.V., Düsseldorf 1983
- Verhaltensethik im Personalwesen: Prinzipien und Regeln für die Konzeption einer betrieblichen Personalpolitik, als Hrsg., Stuttgart 1988
- Über das Berufsethos eines Personalleiters, in: Paul Gert von Beckerath (Hrsg.), Verhaltensethik im Personalwesen. Prinzipien und Regeln für die Konzeption einer betrieblichen Personalpolitik, Stuttgart 1988

## Auszeichnungen
- 1962: I. Preis der Friedrich-Naumann-Stiftung für die Freiheit
- 1997: Bundesverdienstkreuz 1. Klasse